# Equmenia
equmenia ist eine christliche Jugendorganisation in Schweden. Sie wurde 2007 als Zusammenschluss der Svenska Baptisternas Ungdomsförbund (SBUF), des Metodistkyrkans Ungdomsförbund (MKU) und der Svenska Missionskyrkans Ungdom (Jugend der Schwedischen Missionskirche) gegründet. Mit dem Zusammenschluss nahmen die Jugendorganisationen die Vereinigung der drei Trägerkirchen zur Equmeniakyrkan vorweg, die 2008 beschlossen und 2011 vollzogen wurde.
equmenia hat circa 39.000 Mitglieder und ist damit eine der größten Jugendorganisationen des Landes. 18.000 der Mitglieder sind Pfadfinderinnen und Pfadfinder der Svenska Missionskyrkans Ungdom Scout (SMU-Scout), der zweitgrößten Pfadfinderorganisation in Schweden. equmenia ist damit indirekt eine der fünf Mitgliedsorganisationen des Svenska Scoutrådet.